# ぴあテン
ぴあテンは情報誌『ぴあ』読者の投票による、年ごとの人気ランキング。同一媒体で実施されていた「もあテン」についてもあわせて説明する。
1972年度に始まった「ぴあテン」は映画、演劇、音楽など各ジャンルにおいて、該当年に発表された作品やパフォーマンスのベストテン、第3回（1974年度）から始まった「もあテン」は過去全ての作品やアーティストを対象にした各ジャンルのオールタイム・ベストテンである。「もあテン」は、第16回（1987年）に廃止された。

## 特徴
1980年代当時、他の人気投票ランキングと比較して、次の3点の特徴があった。
1. ぴあの読者だけによる投票[4]。投票用のハガキが本誌『ぴあ』に付属していた[3]。
2. （映画に関して）邦画洋画の区別がない、邦洋ジョイント制[4]。
3. 思い入れ度合いを反映できる1人15点の持ち点制[4]。

第37回（2008年度）を例に取ると、
1. 1月から12月に日本国内で封切られた映画（リバイバル上映を除く）が対象[5]。
2. 1人100点の持ち点を、思い入れ度合いで3作品に振分け投票[5]。
3. 投票期間は、2008年12月18日から2009年2月2日[5]。
4. 発表は、2009年3月発売の本誌『ぴあ』、または、ウェブサイト「＠ぴあ（アットマークぴあ）」[5]。
5. 第1位には記念盾を贈呈[5]。

## 歴代各賞

### 第1回（1972年度） - 第10回（1981年度）

#### 第1回（1972年度）
- 映画部門 ぴあテン1位 『時計じかけのオレンジ』（スタンリー・キューブリック監督）[2][6][7]

#### 第2回（1973年度）
- 映画部門 ぴあテン1位 『スケアクロウ』（ジェリー・シャッツバーグ監督）[2][5][注 1]

#### 第3回（1974年度）
- 映画部門
  - ぴあテン1位 『スティング』（ジョージ・ロイ・ヒル監督）[2][5]
  - もあテン1位 『ウエスト・サイド物語』（監督：ロバート・ワイズ、ジェローム・ロビンズ）[2][5][注 2]

#### 第4回（1975年度）
- 映画部門
  - ぴあテン1位 『タワーリング・インフェルノ』（ジョン・ギラーミン監督）[2][5]
  - もあテン1位 『2001年宇宙の旅』（スタンリー・キューブリック監督）[2][5]

#### 第5回（1976年度）
- 映画部門
  - ぴあテン1位 『カッコーの巣の上で』（ミロス・フォアマン監督）[2][8]
  - もあテン1位 『2001年宇宙の旅』（スタンリー・キューブリック監督）[2][8]

#### 第6回（1977年度）
- 映画部門
  - ぴあテン1位 『ロッキー』（ジョン・G・アヴィルドセン監督）[2][8]
  - もあテン1位 『2001年宇宙の旅』（スタンリー・キューブリック監督）[2][8]

#### 第7回（1978年度）
- 映画部門
  - ぴあテン1位 『未知との遭遇』（スティーヴン・スピルバーグ監督）[2][8]
  - もあテン1位 『2001年宇宙の旅』（スタンリー・キューブリック監督）[2][8]

#### 第8回（1979年度）
- 映画部門
  - ぴあテン1位 『ディア・ハンター』（マイケル・チミノ監督）[2][9]
  - もあテン1位 『明日に向って撃て!』（ジョージ・ロイ・ヒル監督）[2][9]

#### 第9回（1980年度）
- 映画部門
  - ぴあテン1位 『クレイマー、クレイマー』（ロバート・ベントン監督）[2][10][9]
  - もあテン1位 『2001年宇宙の旅』（スタンリー・キューブリック監督）[2][10][9]
- 演劇部門
  - ぴあテン1位 『エレファント・マン』（劇団四季、市村正親主演）[11]
  - もあテン1位 『コーラスライン』（劇団四季、浜畑賢吉主演）[11]
- 音楽部門
  - ぴあテン コンサート1位 イエロー・マジック・オーケストラ[12]
  - ぴあテン レコード1位 『増殖』（イエロー・マジック・オーケストラ）[12]
  - もあテン1位 イエロー・マジック・オーケストラ[12]

#### 第10回（1981年度）
- 映画部門
  - ぴあテン1位 『エレファント・マン』（デイヴィッド・リンチ監督）[2][13][9]
  - もあテン1位 『2001年宇宙の旅』（スタンリー・キューブリック監督）[2][13][14]
- 演劇部門
  - ぴあテン1位 『ピーターパン』（新宿コマ劇場、榊原郁恵主演）[15]
  - もあテン1位 『コーラスライン』（劇団四季、浜畑賢吉主演）[15]
- 音楽部門
  - ぴあテン コンサート1位 アリス[16]
  - ぴあテン レコード1位 『臨月』（中島みゆき）[16]
  - もあテン1位 中島みゆき[16]

### 第11回（1982年度） - 第20回（1991年度）

#### 第11回（1982年度）
- 映画部門
  - ぴあテン1位 『E.T.』（スティーヴン・スピルバーグ監督）[2][17][14]
  - もあテン1位 『スティング』（ジョージ・ロイ・ヒル監督）[2][17][14]
- 演劇部門
  - ぴあテン1位 『蒲田行進曲』（紀伊国屋ホール、つかこうへい劇団）[17]
  - もあテン1位 『ピーターパン』（新宿コマ劇場、榊原郁恵主演）[17]
- 音楽部門
  - ぴあテン コンサート1位 オフコース[17]
  - ぴあテン レコード1位 『寒水魚』（中島みゆき）[17]
  - もあテン1位 オフコース[17]

#### 第12回（1983年度）
- 映画部門
  - ぴあテン1位 『戦場のメリークリスマス』（大島渚監督）[2][18][14]
  - もあテン1位 『E.T.』（スティーヴン・スピルバーグ監督）[2][18][14]
- 演劇部門
  - ぴあテン1位 『キャッツ』（劇団四季、久野綾希子主演）[18]
  - もあテン1位 『キャッツ』（同上）[18]
- 音楽部門
  - ぴあテン コンサート1位 YMO（イエロー・マジック・オーケストラ）[18]
  - ぴあテン レコード1位 『イノセント・マン』（ビリー・ジョエル）[18]
  - もあテン1位 YMO（イエロー・マジック・オーケストラ）[18]

#### 第13回（1984年度）
- 映画部門
  - ぴあテン1位 『インディ・ジョーンズ/魔宮の伝説』（スティーヴン・スピルバーグ監督）[2][19][20]
  - もあテン1位 『ルパン三世 カリオストロの城』（宮崎駿監督）[2][21][20]
- 演劇部門
  - ぴあテン1位 『キャッツ』（劇団四季）[22]
  - もあテン1位 『キャッツ』（同上）[23]
- 音楽部門
  - ぴあテン コンサート1位 サザンオールスターズ[24]
  - ぴあテン レコード1位 『人気者で行こう』（サザンオールスターズ）[25]
  - もあテン 〔アーティスト〕1位 サザンオールスターズ[26]
- アート部門
  - ぴあテン1位 ミレー展（ボストン美術館所蔵）（日本橋高島屋）[27]
  - もあテン1位 ミレー[28]

#### 第14回（1985年度）
- 映画部門
  - ぴあテン1位 『バック・トゥ・ザ・フューチャー』（ロバート・ゼメキス監督）[2][29][20]
  - もあテン1位 『E.T.』（スティーヴン・スピルバーグ監督）[2][30][20]
- 演劇部門
  - ぴあテン1位 『コーラスライン』（劇団四季）[31]
  - もあテン1位 『キャッツ』（同上）[32]
- 音楽部門
  - ぴあテン1位 サザンオールスターズ[33]
  - もあテン1位 サザンオールスターズ[34]
- 美術部門
  - ぴあテン1位 ゴッホ展（国立西洋美術館）[35]
  - もあテン1位 日比野克彦[36]

#### 第15回（1986年度）
- 映画部門
  - ぴあテン1位 『エイリアン2』（ジェームズ・キャメロン監督）[37][20]
  - もあテン1位 『バック・トゥ・ザ・フューチャー』（ロバート・ゼメキス監督）[38][20]
- 演劇部門
  - ぴあテン1位 『キャッツ』（劇団四季）[39]
  - もあテン1位 『キャッツ』（同上）[40]
- 音楽部門
  - ぴあテン1位 渡辺美里[41]
  - もあテン1位 レベッカ[42]
- 美術部門
  - ぴあテン1位 及川正通 イラストレーション タイムトンネル（東急東横店）[43]
  - もあテン1位 ピカソ[44]

#### 第16回（1987年度）
- 映画部門 ぴあテン1位 『アンタッチャブル』（ブライアン・デ・パルマ監督）[45][46]
- 演劇部門 ぴあテン1位 『スターライト・エクスプレス』（国立代々木第一体育館、アンドルー・ロイド・ウェバー）[47]
- 音楽部門 ぴあテン1位 マイケル・ジャクソン[48]
- 美術部門 ぴあテン1位 「西洋の美術」展（国立西洋美術館）[49]
- スポーツ部門 ぴあテン1位 西武ライオンズ（2年連続日本一）[50]

#### 第17回（1988年度）
- 映画部門 ぴあテン1位 『ラストエンペラー』（ベルナルド・ベルトルッチ監督）[51][46]
- 演劇部門 ぴあテン1位 『オペラ座の怪人』（劇団四季、市村正親主演）[52]
- 音楽部門 ぴあテン1位 久保田利伸[53]
- 美術部門 ぴあテン1位 ジャポニスム展（国立西洋美術館）[54]
- スポーツ部門 ぴあテン1位 鈴木大地（ソウル五輪・男子100m背泳ぎ優勝）[55]

#### 第18回（1989年度）
- 映画部門 ぴあテン1位 『インディ・ジョーンズ/最後の聖戦』（スティーヴン・スピルバーグ監督）[56][46]
- 演劇部門 ぴあテン1位 『キャッツ』（劇団四季、名古屋公演）[57]
- 音楽部門 ぴあテン1位 プリンセス プリンセス[58]
- 美術部門 ぴあテン1位 シャガール展（Bunkamuraザ・ミュージアム）[59]
- スポーツ部門 ぴあテン1位 近鉄バファローズ（パシフィック・リーグ優勝）[60]

#### 第19回（1990年度）
- 映画部門 ぴあテン1位 『ゴースト/ニューヨークの幻』（ジェリー・ザッカー監督）[46]

#### 第20回（1991年度）
- 映画部門 ぴあテン1位 『ターミネーター2』（ジェームズ・キャメロン監督）[61]

### 第21回（1992年度） - 第30回（2001年度）

#### 第21回（1992年度）
- 映画部門 ぴあテン1位 『美女と野獣』（監督：ゲーリー・トゥルースデイル（英語版）、カーク・ワイズ（英語版））[61]

#### 第22回（1993年度）
- 映画部門 ぴあテン1位 『ジュラシック・パーク』（スティーヴン・スピルバーグ監督）[61]

#### 第23回（1994年度）
- 映画部門 ぴあテン1位 『シンドラーのリスト』（スティーヴン・スピルバーグ監督）[61]

#### 第24回（1995年度）
- 映画部門 ぴあテン1位 『フォレスト・ガンプ/一期一会』（ロバート・ゼメキス監督）[61]

#### 第25回（1996年度）
- 映画部門 ぴあテン1位 『セブン』（デヴィッド・フィンチャー監督）[61]

#### 第26回（1997年度）
- 映画部門 ぴあテン1位 『もののけ姫』（宮崎駿監督）[62]

#### 第27回（1998年度）
- 映画部門 ぴあテン1位 『タイタニック』（ジェームズ・キャメロン監督）[62]

#### 第28回（1999年度）
- 映画部門 ぴあテン1位 『スター・ウォーズ エピソード1/ファントム・メナス』（ジョージ・ルーカス監督）[62]

#### 第29回（2000年度）
- 映画部門 ぴあテン1位 『グリーン・マイル』（フランク・ダラボン監督）[62]

#### 第30回（2001年度）
- 映画部門 ぴあテン1位 『千と千尋の神隠し』（宮崎駿監督）[62]

### 第31回（2002年度） -

#### 第31回（2002年度）
- 映画部門 ぴあテン1位 『ハリー・ポッターと秘密の部屋』（クリス・コロンバス監督）[63]

#### 第32回（2003年度）
- 映画部門 ぴあテン1位 『踊る大捜査線 THE MOVIE2』（本広克行監督）[63]

#### 第33回（2004年度）
- 映画部門 ぴあテン1位 『ロード・オブ・ザ・リング/王の帰還』（ピーター・ジャクソン監督）[63]

#### 第34回（2005年度）
- 映画部門 ぴあテン1位 『ALWAYS 三丁目の夕日』（山崎貴監督）[63]

#### 第35回（2006年度）
- 映画部門 ぴあテン1位 『パイレーツ・オブ・カリビアン/デッドマンズ・チェスト』（ゴア・ヴァービンスキー監督）[63]

#### 第36回（2007年度）
- 映画部門 ぴあテン1位 『キサラギ』（佐藤祐市監督）[63]

#### 第37回（2008年度）
- 映画部門 ぴあテン1位 『花より男子ファイナル』（石井康晴監督）[63]